# Oxfords stift
Oxfords stift, engelska: Diocese of Oxford, är ett anglikanskt stift inom Engelska kyrkan och utgör en del av Canterbury kyrkoprovins. Geografiskt täcker det huvudsakligen de engelska grevskapen Berkshire, Buckinghamshire och Oxfordshire, samt enstaka församlingar i Bedfordshire, Middlesex och Hampshire.
Stiftet leds av biskopen av Oxford som har sitt biskopssäte i Christ Church Cathedral i Oxford. Nuvarande biskop är Steven Croft, sedan 2016. Oxfords stift har flest kyrkor, 847 stycken, och det näst största antalet anställda präster av alla stift inom Engelska kyrkan.

## Historik
Stiftet var fram till reformationen del av Lincolns stift. Oxfords stift skapades genom beslut av Henrik VIII av England 1542, då med den idag förstörda Osney Abbey utanför Oxford som domkyrka. Domkyrkan flyttades redan 1545 till S:t Frideswides tidigare klosterkyrka vid det nyinstiftade Christ Church college. Strax därefter genomfördes ytterligare förändringar, som ledde till att domkyrkokapitlets dekan också skulle vara dekan för colleget, och de båda fick gemensamt namnet Christ Church.
Stiftets geografiska gränser ändrades under mitten av 1800-talet, då Berkshire och Buckinghamshire överfördes till Oxfords stift, efter att tidigare ha tillhört Salisbury stift respektive Lincolns stift. Inom stiftet finns även Windsor Castle, med två kyrkor som utgör så kallat kungligt undantag (engelska: royal peculiar).